# Пари Мач
„Пари Мач“ (на френски: Paris Match) е ежеседмично списание във Франция.
Съдържанието му е със смесен характер, отразявайки както сериозни новини от национален и световен мащаб, така и истории от светско естество. Създадено е през 1949 година от предприемача Жан Пруво. Той е и създателят на мотото на списанието: „Тежестта на думите, шокът на снимките“ (Le poids des mots, le choc des photos).
Списанието получава името си от седмичния спортен вестник „Мач“, които Пруво закупува през 1938 г. Година след това спортната тематика отива на заден план, а вестникът се концентрира върху новини и актуални събития. По време на Втората световна война „Мач“ изобщо не се издава, след края на войната Пруво решава вестникът да се превърне в списание и му дава името „Пари Мач“. Първият брой излиза на 25 март 1949 година, а като модел за подражание списанието използва американското издание Life. Първата корица на „Пари Мач“ е с облика на Уинстън Чърчил.
До края на 1950-те списанието жъне успехи, но поради растящата конкуренция и интензивното навлизане на телевизията започва да губи силата си. В рамките на около 20 години тиражът му спада от средно 800 хиляди копия през 1958 до едва 600 хиляди през 1975 г.
През 1976 г. Даниел Филипачи закупува западналото по онова време списание и превръща „Пари Мач“ в най-успешното и влиятелно списание във френската преса. На поста главен редактор е назначен Роже Терон, който води списанието до 1999 г. Тогава „Пари Мач“ продължава да е собственост на Филипачи като част от най-големия издател на списания в света Hachette Filipacchi Médias. Медийната компания е част от международния конгломерат Lagardère Group.